# Margarita Nelken

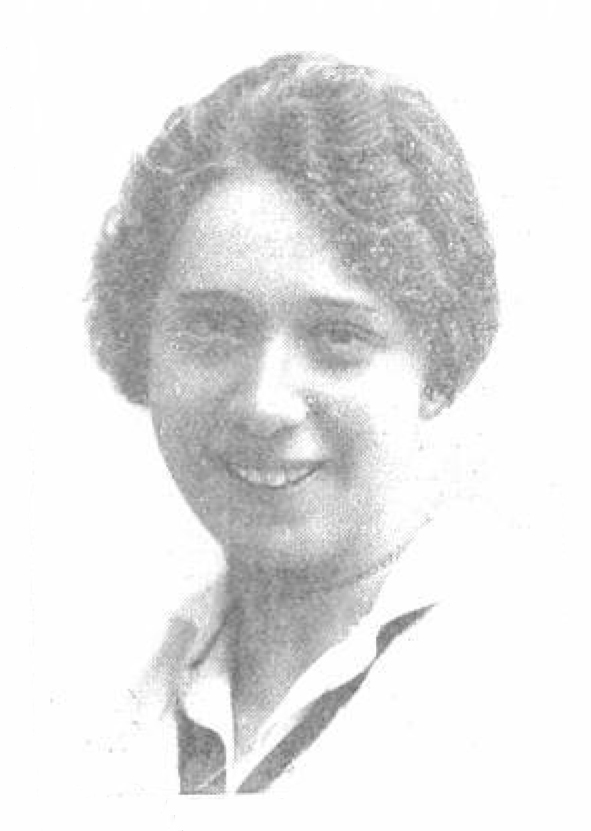
Margarita Nelken (1921)

Margarita Nelken (* 5. Juli 1894 in Madrid; † 8. März 1968) war eine spanische Feministin und Autorin. Sie war eine bekannte Intellektuelle und zentrale Figur der frühen spanischen Frauenbewegung in den 1930er Jahren.

## Leben und Ausbildung
Margarita Nelken wurde als María Teresa Lea Nelken y Mansberger 1894 in Madrid geboren. Ihre Eltern waren deutsch-jüdischen Ursprungs und Besitzer eines Schmuckladens. Sie studierte Musik, Malerei und Sprachen, darunter neben ihrer Muttersprache Spanisch noch Französisch, Deutsch und Englisch. Ihre Schwester Carmen Eva Nelken war eine Schauspielerin und Autorin.

## Politische Karriere
Nelken trat 1931 der Spanischen Sozialistischen Arbeiterpartei (PSOE) bei und war im Oktober Kandidatin für die Wahlen der Agrupación Socialista in Badajoz. Sie wurde ins Verfassungsgebende Parlament gewählt. Damit war sie neben ihrer Parteigenossin Victoria Kent und Clara Campoamor vom Partido Republicano Radical eine der ersten drei Frauen im spanischen Parlament. Sie konnte ihren Sitz im November 1933 und Februar 1936 verteidigen. Obwohl sie eine Feministin war, sprach sie sich gegen das spanische Frauenwahlrecht aus; ihrer Meinung nach waren die Frauen noch nicht bereit dafür. Nelken war eine überzeugte Sprecherin für Agrarreformen und wurde von den Rechten aufgrund ihrer Herkunft und ihrer feministischen Überzeugungen angefeindet. Nach dem Asturischen Bergarbeiterstreik von 1934 wurde sie der militärischen Rebellion angeklagt, woraufhin sie Spanien verließ.
Im Exil lebte sie in Paris und besuchte Skandinavien und die Sowjetunion, wo sie Gelder für die Opfer der Unterdrückung in Spanien sammelte. Sie kehrte 1936 nach Spanien zurück. Nach dem Beginn des Spanischen Bürgerkriegs blieb sie in Madrid, von wo sie den Transport von Kunstschätzen von Toledo in die Tresore der Bank von Spanien organisierte. Außerdem hielt sie verschiedene Radioansprachen, um die Moral der Milizen zu steigern. Enttäuscht von der Führung von Largo Caballero wechselte sie von der PSOE zur Kommunistischen Partei Spaniens (PCE).

## Exil und Tod
Nelken blieb Mitglied des Parlaments, bis ihre Schwester und sie kurz vor dem Ende des Bürgerkriegs 1939 nach Mexiko flohen. Dort arbeitete sie als Kunstkritikerin. Nelken starb in Mexiko am 9. März 1968.

## Werke und Ansichten
In den 1920er Jahren schrieb Nelken Romane mit einer sozio-politischen Schlagrichtung, darunter La trampa del arenal („Die Sandfalle“, 1923). Andere Werke sind unter anderem La condición social de la mujer en España („Die soziale Lage der Frau in Spanien“, 1922) und La mujer ante las cortes constituyentes (1931). Sie schrieb über spanische Autorinnen und Politikerinnen, außerdem verschiedene Kurzgeschichten und Essays, darunter Los judíos en la cultura hispánica, das 2009 erstmals in Spanien publiziert wurde. Nelken übersetzte anonym unter dem Titel La metamorfosis Franz Kafkas Erzählung Die Verwandlung; die Übersetzung erschien 1925 in der Zeitschrift Revista de Occidente. Vermutlich ist sie auch die Urheberin der am selben Ort erschienenen Übersetzungen von Kafkas Erzählungen Ein Hungerkünstler (1927, unter dem Titel Un artista del hambre) und Erstes Leid (1932, unter dem Titel Un artista del trapecio, Ein Trapezkünstler).
Nelken vertrat einen militanten Feminismus; ihr zufolge hatte die Ausbeutung der Arbeiterinnen negative Konsequenzen sowohl für sie selbst als auch für die männlichen Arbeiter.